# Spartacus: Gods of the Arena
Spartacus: dioses de la arena o Espartaco: dioses de la arena (en inglés: Spartacus: Gods of the Arena) es una miniserie de la cadena Starz de televisión y precuela a Spartacus: sangre y arena. Comenzó su emisión en Estados Unidos el 21 de enero de 2011. La serie trabaja el papel de Gánico (Dustin Clare), el primer gladiador que se hace Campeón de Capua. Los miembros del reparto incluyen a John Hannah como Batiatus, Lucy Lawless como Lucretia, Peter Mensah como Oenomaus, Nick Tarabay como Ashur, Lesley-Ana Brandt como Naevia, y Manu Bennett como Crixus. 
El motivo de la creación de esta serie se debido al retraso de la filmación de la segunda temporada de la historia, llamada Spartacus: Vengeance, por el tratamiento al que se sometió el actor Andy Whitfield para curarse el linfoma no-Hodgkin que estaba padeciendo y poder continuar con su rol de Spartacus. Esta situación no se pudo dar, ya que el actor murió el 11 de septiembre de 2011. 
IGN otorgó una nota muy alta a la serie, sobre todo al final, dándole un 9.5/10 y llamándola «increíble».

## Argumento
La miniserie destaca la sangrienta historia de la Casa de Batiatus y la ciudad de Capua años antes de la llegada de Spartacus. Quintus Lentulus Batiatus se hace lanista (director), cuando asume el ludus de su padre. Su ambición es superar el éxito de su padre para ganarse su propio nombre y obtener reconocimiento y grandeza para su casa. A su lado tiene a su esposa, la hermosa y ambiciosa Lucrecia, que le ayudará a alcanzar su objetivo cueste lo que cueste. Batiato pone toda su fortuna y esperanzas para ganar fama y gloria sobre su mejor gladiador, Gánico; un experto guerrero que maneja la espada en la arena como si de un titán se tratase. Aparece en escena Crixus, un esclavo galo indisciplinado y feroz comprado en el primer episodio. Crixus soporta burlas y amenazas de muerte hasta lograr convertirse en el mejor gladiador después de Gánico. Existirán muchas intentos de los rivales de Batiatus, Tullius y Vettius para obtener a Gánico. Además, las relaciones entre Batiatus, su padre Titus y con su amigo Solonius comienzan a resentirse por la ambición implacable de Quintus. El antiguo gladiador  y campeón de la casa de Batiatus  Oenomaus, es nombrado nuevo Doctore debido a las notables destrezas mostradas por Crixus luego de él entrenarlo, cargo el cual Oenomaus acepta de mala gana; mientras los gladiadores sirios Ashur y Dagan se hacen enemigos feroces, Ashur trata de demostrarse digno de ser un gran gladiador. Los gladiadores veteranos como Barca y Gánico ven a Crixus como futuro campeón, pero temen que sus propias carreras se vean truncadas, como las maquinaciones de Batiatus y Lucrecia para hacer que la élite de Capua se estremezca ante su casa, y que esta situación acabe en tragedia para varios miembros de la casa. Contra todo esto, la construcción de la espléndida nueva arena de la ciudad se acerca a su fin y con ello se acerca la fecha de celebración los juegos de apertura que convertirán en dioses a los gladiadores y lanistas que participen con éxito.

## Reparto y personajes
Romanos
- John Hannah es Quintus Lentulus Batiatus.
- Lucy Lawless es Lucrecia, esposa de Quintus Lentulus Batiatus.
- Jaime Murray es Gaia, amiga influyente de Lucrecia.
- Jeffrey Thomas es Titus Lentulus Batiatus, padre de Quintus.
- Stephen Lovatt es Tullius, rival de Quintus para tener el mejor ludus.
- Craig Walsh Wrightson es Marcus Decius Solonius, amigo de Quintus.
- Gareth Williams es Vettius, un joven lanista asociado con Tullius.

Esclavos / gladiadores
- Dustin Clare es Gánico, gladiador celta campeón de la casa de Batiatus.
- Peter Mensah es Oenomaus, gladiador africano que se convierte en doctore.
- Marisa Ramirez es Melitta, esclava personal de Lucrecia y esposa de Oenomaus.
- Manu Bennett es Crixus, gladiador galo comprado a Tullius.
- Ema Park es Aurelia, una joven esclava quien es obligada a costarse con Gánico. quien se vuelve su esposa.
- Nick Tarabay es Ashur, gladiador sirio  y sicario de Batiatus.
- Antonio Te Maioha es Barca, gladiador cartaginés, amante de Auctus y guardaespaldas de Batiatus.
- Josef Brown es Auctus, gladiador griego, amante de Barca, muere en la arena a manos de Crixus.
- Lesley-Ann Brandt es Naevia, esclava de la casa de Batiatus.
- Jessica Grace Smith es Diona, joven esclava que pierde su virginidad por el capricho de Cossutius.

## Capítulos
- 01 - Transgresiones del Pasado
- 02 - Missio
- 03 - Paterfamilias
- 04 - Bajo la máscara
- 05 - Ajuste de Cuentas
- 06 - El amargo final